# Grupo de Valdivia
El Grupo de Valdivia, también conocido como Grupo de Países del Hemisferio Sur Templado sobre Medio Ambiente, es una asociación de países del hemisferio sur cuyo fin es colaborar en las principales cuestiones medioambientales, tales como el cambio climático, la reducción de la capa de ozono, la desertificación, la gestión de las selvas de las zonas templadas, la gestión de las zonas costeras y la conservación de la biodiversidad.
Está constituido por Argentina, Australia, Chile, Nueva Zelanda, República Sudafricana y Uruguay. Se fundó en marzo de 1995 en la ciudad chilena de Valdivia.